# (14054) Dušek
14054 Dusek (1996 AR) – planetoida z grupy pasa głównego asteroid okrążająca Słońce w ciągu 3,77 lat w średniej odległości 2,42 j.a. Odkryta 12 stycznia 1996 roku.